# John McGreal
John Leslie McGreal (Liverpool, 2 giugno 1972) è un allenatore di calcio ed ex calciatore inglese, di ruolo difensore.

## Carriera

### Giocatore
Ha giocato 55 partite nella prima divisione inglese con l'Ipswich Town; ha inoltre giocato in seconda divisione con Burnley, Tranmere e con lo stesso Ipswich Town.

### Allenatore
Ha allenato Colchester Utd e Swindon Town; nella stagione 2021-2022 è stato per due partite allenatore ad interim dell'Ipswich Town, in terza divisione.